# 先且错
先且错（藏語：གཞན་ཆེ་མཚོ།，威利转写：gzhan che mtsho，THL：Zhenché Tso）位于中国西藏自治区阿里地区日土县境内，地处日土县东部。湖面海拔4658米，面积11.2平方公里。湖区气候寒冷干燥，年均气温-4～-2℃，年均降水量75毫米。湖水主要依靠地下水补给，集水区面积309.8平方公里。